# Académico de Viseu F.C.
Académico de Viseu Futebol Clube je portugalski nogometni klub iz gradića Viseua. 
Klupska boja je crna. Dresovi imaju sivoplavkastu boju s gornje strane rukava, ramenima, a i broj na dresu je te boje.   Arhivirana inačica izvorne stranice od 28. rujna 2007. (Wayback Machine)
Športsko društvo ima i rukometni i plivački odjel, među ostalim.

## Klupski uspjesi
Od sezone 2013./14., klub igra u LigaPro, drugom rangu portugalskog nogometa.

## Vanjske poveznice
- Službene klupske stranice  Arhivirana inačica izvorne stranice od 28. rujna 2007. (Wayback Machine)